# Gente como la gente
Gente como la gente fue una telecomedia argentina de 1985, escrita por Jorge Maestro y Sergio Vainman y emitida por ATC.
Trata de los Ceriotti, una familia de clase media con varios hijos en pleno crecimiento y sus problemas diarios.

## Elenco
- Beatriz Taibo
- Ricardo Lavié
- Mariano Morisse
- Mabel Pessen
- Joaquín Piñón
- Osvaldo Laport
- Horacio Taicher
- Anahí Martella
- Fernando Adrino
- Mariano Broder
- Corina Harry
- Fabián Pandolfi

## En teatro
El programa también fue llevado al teatro Blanca Podestá (actual Multiteatro) de la avenida Corrientes, protagonizado por la propia Taibo.